# Eccellenza Friuli-Venezia Giulia 2010-2011
Il campionato italiano di calcio di Eccellenza regionale 2010-2011 è stato il ventesimo organizzato in Italia. Rappresenta il sesto livello del calcio italiano.
Questo è il girone organizzato dal Comitato Regionale Friuli-Venezia Giulia.

## Stagione
Al campionato di Eccellenza del Friuli Venezia Giulia partecipano 17 squadre: 11 hanno mantenuto la categoria, una è stata retrocessa dalla Serie D (Manzanese), 4 sono state promosse dalla Promozione (Spal Cordovado, Gemonese, più Buttrio e Chions finaliste ai play-off) e una, l'A.S.D. Itala San Marco Gradisca, è stata iscritta in sovrannumero dopo la mancata iscrizione in Seconda Divisione.

## Squadre partecipanti
| Squadra              | Città (provincia)          |
| -------------------- | -------------------------- |
| A.S.D. Azzanese      | Azzano Decimo (PN)         |
| Buttrio              | Buttrio (UD)               |
| A.P.D.C. Chions      | Chions (PN)                |
| A.R. Fincantieri     | Monfalcone (GO)            |
| A.S.D. Fontanafredda | Fontanafredda (PN)         |
| Gemonese             | Gemona del Friuli (UD)     |
| Manzanese            | Manzano (UD)               |
| A.C. Monfalcone      | Monfalcone (GO)            |
| A.S.D. Muggia        | Muggia (TS)                |
| Pro Cervignano       | Cervignano del Friuli (UD) |
| Pro Fagagna          | Fagagna (UD)               |
| San Luigi Calcio     | Trieste (TS)               |
| SPAL Cordovado       | Cordovado (PN)             |
| Tolmezzo Carnia      | Tolmezzo e Carnia (UD)     |
| A.S.D. Tricesimo     | Tricesimo (UD)             |
| A.S.D. Virtus Corno  | Corno di Rosazzo (UD)      |
| I.S.M. Gradisca      | Gradisca d'Isonzo (GO)     |

## Classifica finale
|  | Pos. | Squadra          | Pt | G  | V  | N  | P  | GF | GS | DR  |
|  | ---- | ---------------- | -- | -- | -- | -- | -- | -- | -- | --- |
|  | 1.   | ISM Gradisca     | 67 | 32 | 20 | 7  | 5  | 50 | 24 | 26  |
|  | 2.   | Fontanafredda    | 61 | 32 | 18 | 7  | 7  | 52 | 33 | 19  |
|  | 3.   | Manzanese        | 53 | 32 | 15 | 8  | 9  | 34 | 20 | 14  |
|  | 4.   | Fincantieri      | 53 | 32 | 14 | 11 | 7  | 46 | 37 | 9   |
|  | 5.   | San Luigi Calcio | 52 | 32 | 14 | 10 | 8  | 60 | 44 | 16  |
|  | 6.   | Tolmezzo Carnia  | 48 | 32 | 12 | 12 | 8  | 34 | 25 | 9   |
|  | 8.   | Muggia           | 44 | 32 | 10 | 14 | 8  | 45 | 36 | 9   |
|  | 7.   | Virtus Corno     | 44 | 32 | 11 | 11 | 10 | 36 | 29 | 7   |
|  | 9.   | Pro Cervignano   | 44 | 32 | 11 | 11 | 10 | 32 | 31 | 1   |
|  | 10.  | Azzanese         | 43 | 32 | 13 | 4  | 15 | 40 | 39 | 1   |
|  | 11.  | Gemonese         | 42 | 32 | 11 | 9  | 12 | 41 | 42 | -1  |
|  | 12.  | Buttrio          | 39 | 32 | 10 | 9  | 13 | 37 | 50 | -13 |
|  | 13.  | SPAL Cordovado   | 38 | 32 | 9  | 11 | 12 | 35 | 37 | -2  |
|  | 14.  | Tricesimo        | 36 | 32 | 9  | 9  | 14 | 29 | 41 | -12 |
|  | 15.  | Chions           | 31 | 32 | 8  | 7  | 17 | 24 | 42 | -14 |
|  | 16.  | Pro Fagagna      | 30 | 32 | 7  | 9  | 16 | 28 | 51 | -23 |
|  | 17.  | Monfalcone       | 14 | 32 | 3  | 5  | 24 | 15 | 57 | -42 |

- a fine campionato A.C.Monfalcone e A.R.Fincantieri si fondono nella U.F.M. (Unione Fincantieri Monfalcone)

## Risultati

### Tabellone
|                | Azz  | But  | Chi  | Fin  | Fon  | Gem  | Man  | Mon  | Mug  | Cer  | Fag  | Lui  | Cdv  | Tol  | Tri  | VCo  | Gra  |
| -------------- | ---- | ---- | ---- | ---- | ---- | ---- | ---- | ---- | ---- | ---- | ---- | ---- | ---- | ---- | ---- | ---- | ---- |
| Azzanese       | –––– | 3-1  | 0-2  | 4-0  | 0-1  | 1-2  | 0-1  | 1-0  | 3-1  | 0-0  | 0-2  | 1-2  | 3-1  | 1-3  | 4-0  | 1-2  | 1-1  |
| Buttrio        | 0-2  | –––– | 2-0  | 2-2  | 2-1  | 1-1  | 0-0  | 2-2  | 1-1  | 2-1  | 2-0  | 3-2  | 2-2  | 0-0  | 1-1  | 2-3  | 1-2  |
| Chions         | 0-1  | 2-0  | –––– | 1-1  | 0-2  | 1-0  | 0-3  | 1-2  | 2-4  | 0-1  | 1-1  | 0-0  | 0-2  | 1-3  | 1-0  | 2-0  | 1-2  |
| Fincantieri    | 1-0  | 1-0  | 2-0  | –––– | 2-3  | 3-1  | 2-1  | 3-0  | 1-1  | 3-1  | 1-1  | 2-1  | 2-1  | 0-0  | 1-1  | 0-1  | 2-2  |
| Fontanafredda  | 2-1  | 3-0  | 3-0  | 1-1  | –––– | 1-4  | 1-0  | 1-1  | 2-0  | 1-1  | 0-0  | 4-3  | 3-0  | 1-0  | 3-2  | 1-0  | 0-2  |
| Gemonese       | 1-2  | 1-1  | 0-2  | 0-2  | 1-1  | –––– | 1-0  | 1-0  | 3-1  | 3-0  | 5-0  | 1-1  | 2-1  | 2-2  | 3-2  | 2-0  | 0-2  |
| Manzanese      | 4-0  | 1-2  | 1-0  | 0-1  | 1-0  | 1-0  | –––– | 3-0  | 0-0  | 1-0  | 3-0  | 1-0  | 1-3  | 2-0  | 0-0  | 2-1  | 0-1  |
| Monfalcone     | 0-0  | 1-3  | 1-0  | 1-2  | 1-2  | 0-1  | 0-1  | –––– | 1-2  | 0-1  | 0-1  | 0-0  | 1-2  | 0-3  | 2-2  | 0-2  | 0-2  |
| Muggia         | 2-0  | 3-0  | 4-0  | 1-1  | 2-3  | 1-0  | 0-0  | 3-0  | –––– | 1-1  | 0-0  | 2-2  | 1-1  | 1-1  | 1-1  | 2-1  | 1-1  |
| Pro Cervignano | 1-2  | 3-0  | 1-1  | 3-1  | 0-3  | 3-2  | 1-1  | 3-0  | 1-0  | –––– | 3-1  | 0-0  | 0-0  | 0-0  | 1-2  | 0-0  | 0-1  |
| Pro Fagagna    | 2-4  | 0-2  | 1-2  | 1-2  | 1-3  | 2-2  | 1-0  | 2-0  | 0-2  | 1-1  | –––– | 2-1  | 3-0  | 3-0  | 1-2  | 0-0  | 0-3  |
| San Luigi      | 1-0  | 4-1  | 1-1  | 1-1  | 2-1  | 5-1  | 4-2  | 2-0  | 0-3  | 2-1  | 3-0  | –––– | 4-4  | 1-0  | 6-1  | 3-2  | 2-1  |
| SPAL Cordovado | 2-0  | 3-1  | 2-0  | 2-1  | 0-1  | 0-0  | 0-1  | 0-1  | 1-1  | 0-0  | 4-0  | 0-0  | –––– | 1-2  | 0-0  | 1-1  | 0-1  |
| Tolmezzo       | 1-1  | 1-0  | 0-0  | 3-0  | 1-1  | 0-0  | 0-0  | 2-0  | 2-0  | 0-2  | 2-1  | 3-2  | 3-0  | –––– | 0-0  | 1-1  | 1-0  |
| Tricesimo      | 0-2  | 0-1  | 0-2  | 0-3  | 3-2  | 2-0  | 0-0  | 2-0  | 3-1  | 0-1  | 2-0  | 1-1  | 0-1  | 1-0  | –––– | 0-1  | 1-0  |
| Virtus Corno   | 0-1  | 4-1  | 1-1  | 1-1  | 0-0  | 1-1  | 0-1  | 4-0  | 1-1  | 3-0  | 0-0  | 2-3  | 1-0  | 1-0  | 1-0  | –––– | 0-1  |
| ISM Gradisca   | 3-1  | 0-1  | 1-0  | 2-1  | 2-1  | 3-0  | 2-2  | 3-1  | 3-2  | 0-1  | 1-1  | 3-1  | 1-1  | 2-0  | 1-0  | 1-1  | –––– |

## Spareggi

### Play-off
- Nell'Eccellenza Friuli V.G. non sono previsti i play-off per il secondo posto: la seconda classificata accede direttamente ai play-off nazionali

### Play-out
| Squadra 1 | Totale | Squadra 2      | Andata | Ritorno |
| --------- | ------ | -------------- | ------ | ------- |
| Tricesimo | 1 - 2  | SPAL Cordovado | 0 - 1  | 1 - 1   |

| Tricesimo 22 maggio 2011                     | Tricesimo | 0 – 1      | SPAL Cordovado |  |
| \| \| \| \| \| \| Marcatori \| 55’ Petraz \| |           |            |                |  |
|                                              |           |            |                |  |
|                                              | Marcatori | 55’ Petraz |                |  |

| Cordovado 29 maggio 2011                                   | SPAL Cordovado | 1 – 1         | Tricesimo |  |
| \| \| \| \| \| Zoratti 1’ \| Marcatori \| 24’ Tomasetig \| |                |               |           |  |
|                                                            |                |               |           |  |
| Zoratti 1’                                                 | Marcatori      | 24’ Tomasetig |           |  |

- dato che dalla Serie D retrocedono 2 squadre regionali (Kras e Torviscosa) e dovendo ritornare l'Eccellenza 2011-12 a 16 squadre quest'anno retrocedono direttamente le ultime 3 classificate mentre 13ª e 14ª disputano il play-out

## Fase Regionale Coppa Italia Dilettanti
La coppa è stata vinta dal Fontanafredda che in finale ha battuto 2-1 la I.S.M. Gradisca.